# Paolo Tosti
Francesco Paolo Tosti, född 9 april 1846 i Ortona, död 2 december 1916 i Rom, var en italiensk-brittisk musikpedagog och kompositör.
Tosti studerade för Saverio Mercadante vid konservatoriet i Neapel och bosatte sig 1869 i Rom. I Rom stöddes han av Giovanni Sgambati som arrangerade en konsert där Tosti gjorde ett intryck på prinsessan Margherita av Savojen som senare blev Italiens drottning. Margherita anställde Tosti som sin sånglärare.
År 1875 gjorde han ett framgångsrikt besök till London, där han år 1880 fick anställning som kungafamiljens sånglärare. År 1894 anställdes Tosti som professor vid Royal Academy of Music.
Tosti hade en ytterst framgångsrik karriär i Storbritannien och 1906 beviljades han brittiskt medborgarskap. Från och med 1908 fick han tituleras Sir Paolo Tosti efter att han dubbades till värdigheten av kung Edvard VII som hörde till hans vänkrets. År 1913 återvände han till Italien för att tillbringa sina sista år där.
Tostis italienska, engelska och franska sånger blev mycket omtyckta i salongerna genom sin melodiösa lätthet och elegans. Utom egna kompositioner utgav han folkvisor från Abruzzo under titeln Canti popolari abruzzesi.